# おっぴょ節
おっぴょ節 (おっぴょぶし) は性行為を数え歌で1から10までに対応させた春歌である。作詞者、作曲者は不明。歌詞を次に示す。

## 歌詞
一つ、一人でするのを　センズリおそそと申します。お手がよごれます、おっぴょ
二つ、風呂でするのを　銭湯おそそと申します。あとで流せます、おっぴょ
三つ、道でするのを　乞食おそそと申します。アリがたかります、おっぴょ
四つ、よそでするのを　芸者おそそと申します。金がかかります、おっぴょ
五つ、磯でするのを　海岸おそそと申します。砂がまじります、おっぴょ
六つ、無理にするのを　強姦おそそと申します。お手がまわります、おっぴょ
七つ、泣き泣きするのを　心中おそそと申します。これが最後です、おっぴょ
八つ、山でするのを　キャンプおそそと申します。サルがマネします、おっぴょ
九つ、肥えたお方は　土手が高いと申します。奥は千畳敷、おっぴょ
十ォ、とびとびするのを　ジャンプおそそと申します。サオがいたみます、おっぴょ
（参考：春歌・なぎらけんいち）

## 解釈
関西地方の隠語で「おそそ」は「女陰、女性器」を指し、「おそそする」は「男女が性行為をする」という意味である。「おっぴょ」は男性の射精の様子を表現したオノマトペである。